# Техаська різанина бензопилою (фільм, 2022)
Техаська різанина бензопилою (англ. Texas Chainsaw Massacre) — американський слешер 2022 року режисера Девіда Блу Гарсіа за сценарієм Кріса Томаса Девліна за оповіданням Феде Альвареса та Родо Саягеса. Це дев'ята частина франшизи «Техаська різанина бензопилою» та продовження, дія якого розгортається через кілька десятиліть після оригінального фільму. Історія зосереджується на тому, що серійний вбивця Шкіряний націлений на групу молодих людей і вступає в конфлікт з мстивою жертвою його попередніх вбивств. Проєкт є спільним виробництвом між Legendary Pictures, Exurbia Films та Bad Hombre. У фільмі зіграли Сара Яркін, Елсі Фішер, Марк Бернем, Мо Данфорд, Нелл Хадсон, Джессіка Аллен, Олвен Фуере, Джейкоб Летімор та Аліса Кріге.
Після виходу Leatherface у 2017 році у Lionsgate були плани на ще п'ять фільмів франшизи. Однак студія втратила права через час, який знадобився на її випуск. Legendary придбав права на франшизу, а Альварес та Саягес виступили продюсерами разом із Петом Кессіді, Іаном Хенкелем та Кімом Хенкелем, які були співавторами оригінального фільму. Режисери дуету Райан та Енді Тохілл спочатку були призначені режисерами, але їх замінив Гарсія через творчі розбіжності. Зйомки проходили в Болгарії в серпні 2020 року.
Техаська різанина бензопилою була випущена 18 лютого 2022 року на Netflix. Фільм отримав в цілому негативні відгуки критиків.

## Сюжет
Майже через 50 років після вбивства Шкіряного обличчя в 1973 році молоді підприємці Мелоді і Данте, сестра Мелоді Ліла та подруга Данте Рут їдуть до покинутого техаського містечка Харлоу, щоб продати з аукціону стару нерухомість та створити модний, сильно джентрифікований район. Під час огляду напівзруйнованого сирітського будинку група виявляє, що в ньому досі живе літня жінка на ім'я Джіні. Коли вона стверджує, що у неї є документи, які підтверджують, що вона все ще володіє майном, вибухає сварка, яку ненадовго перериває мовчазний і високий чоловік згори. Потім Джіні падає від серцевого нападу та її терміново доставляють до лікарні в супроводі Рут і чоловіка.
Інвестор Кетрін разом із групою потенційних покупців приїжджає до Харлоу на великому автобусі, відволікаючи Мелоді та Данте. Тим часом Ліла зав'язує дружбу з місцевим механіком Ріхтером і виявляє, що вижила після шкільної стрілянини, через що вона боїться зброї. Джіні помирає по дорозі до лікарні; Рут пише Мелоді, перш ніж чоловік божеволіє і вбиває офіцерів, які керують машиною швидкої допомоги, що призводить до аварії. Коли Рут прокидається, вона стає свідком того, як чоловік, який виявляється Шкіряним, відрізає обличчя Джіні, щоб носити як маску. Рут вдається звернутися за допомогою по радіо, перш ніж її вбив Шкіряний, який потім повертається до Харлоу.
Під час аукціону нерухомості Мелоді читає тексти Рут і готується піти з Лілою. Ріхтер чує, як вони говорять про смерть Джіні, і відбирає у них ключі, погоджуючись повернути їх, як тільки вони нададуть докази того, що вони правомірно забрали Джіні з її дому. Мелоді і Данте повертаються до сирітського будинку, щоб знайти їх. Тим часом Саллі Хардесті, єдина вціліла після попереднього вбивства Шкіряного обличчя, а тепер уже загартований техаський рейнджер, дізнається про напад Рут і вирушає на розслідування. У дитячому будинку Мелоді виявляє папери і розуміє, що Джіні була незаконно виселена. Шкіряне обличчя прибуває в сиротинець і нападає на Данте та калічить його. Мелоді ховається, коли Шкіряне обличчя забирає свою бензопилу зі своєї спальні.
З настанням ночі на Харлоу обрушується гроза, і Кетрін та Ліла вкриваються в автобусі з покупцями. Данте вдається вилізти з сирітського будинку, де його виявляє Ріхтер, а він стікає кров'ю. Ріхтер потрапляє в дитячий будинок, на нього нападає і вбиває Шкіряне обличчя. Мелоді дістає з його тіла ключі від автомобіля та автобуса, перш ніж втікати з дому, возз'єднуючись із Лілою. Вони сідають в автобус, їх переслідує Шкіряне обличчя, який починає вбивати всіх людей на борту, включаючи Кетрін. Мелоді та Ліла втікають від бійні і зустрічають Саллі, яка замикає їх у своїй машині, перш ніж увійти до сирітського будинку, щоб нарешті протистояти Шкіряному обличчю. Вона тримає його під прицілом, вимагаючи, щоб він згадав біль, який він завдав їй та її друзям, але її зустрічає лише мовчанка, перш ніж Шкіряне обличчя відходить. Потім Шкіряне обличчя нападає на сестер в машині Саллі, але їх рятує Саллі, вистріливши в нього. Саллі дає Мелоді ключі, щоб від'їхати, перш ніж переслідувати Шкіряне обличчя.
Шкіряне обличчя влаштовує засідку і смертельно ранить Саллі. Мелоді збиває Шкіряного обличчя автомобілем Саллі, перш ніж врізатися в сусідню будівлю; Мелоді потрапляє в пастку, але наказує Лілі тікати. Коли з'являється Шкіряне обличчя, Мелоді просить вибачення за те, що вони зробили з Джіні. Коли він рухається в атаку, Ліла намагається застрелити його, але її пістолет порожній. Натомість Саллі стріляє в нього, і він тікає. Перед смертю вона закликає Лілу не бігти, оскільки він назавжди буде переслідувати її. Потім Ліла бере рушницю Саллі і переслідує Шкіряне обличчя до покинутої будівлі, де вона ховається в засідці, щоб нападає. Приходить Мелоді і бере бензопилу Шкіряного обличчя, перш ніж використати її, вона ударяє його вмілим аперкотом, збиваючи його в басейн з водою, де той опускається на дно. Вони втікають, і Ліла знаходить капелюх Саллі та одягає його, перш ніж почати ранкову поїздку.
Однак Шкіряне обличчя з'являється, все ще живий, і витягує Мелоді з машини, перш ніж обезголовити її своєю бензопилою. У жаху Ліла спостерігає, як самокерований автомобіль вивозить її з Харлоу. Шкіряне обличчя танцює на вулиці зі своєю бензопилою та головою Мелоді.
Сцена після титрів показує, як Шкіряне обличчя йде до будинку, де відбулася його оригінальна різанина.

## Актори
- Елсі Фішер — Ліла, сестра Мелоді і фотограф-любитель. Вона пережила стрілянину в школі, внаслідок чого отримала травму.[5][6]
- Сара Яркін — Мелоді, жителька Сан-Франциско, яка тягне свою сестру з собою до Техасу у відрядження, боячись залишити її одну в місті[5][6]
- Марк Бернем — Шкіряне обличчя[6], вбивця в масці, що володіє бензопилою, і опора франшизи TCM. Бернем був обраний через його імпозантний зріст та фізичну форму.
- Мо Данфорд — Ріхтер, механік, який дружить з Лілою[5][6]
- Олвен Фуере — Саллі Хардесті, техаський рейнджер і єдиний, хто вижив після вбивства Шкіряного обличчя з оригінального фільму. Фуере замінює оригінальну актрису Мерилін Бернс, яка померла в 2014 році[7][8][6]
- Джессіка Аллен — Кетрін, інвестор[6]
- Джейкоб Летімор — Данте Спайві, близький товариш Мелоді та Ліли[5][6]
- Нелл Хадсон — Рут, дівчина Данте[6]
- Аліса Кріге — Вірджинія «Джіні» МакКамбер, власниця нинішнього будинку Leatherface
- Вільям Хоуп — шериф Хетевей[6]
- Джоліон Кой — заступник шерифа[6]
- Сем Дуглас — Херб[6]

Крім того, Джон Ларрокетт повторює свою роль оповідача у фільмі, озвучивши оригінальний фільм, рімейк 2003 року та його приквел .

## Виробництво

### Підготовка
Спочатку під час розробки Leatherface (2017) продюсери мали права на зйомку та мали намір зняти ще п'ять фільмів «Техаська різанина бензопилою». У квітні 2015 року продюсер Кріста Кемпбелл заявила, що доля потенційних сиквелів багато в чому залежатиме від фінансового та критичного сприйняття Leatherface . У грудні 2017 року Lionsgate і Millennium Films втратили права на фільм бо не встигли за цей час підготувати вихід Leatherface.
У серпні 2018 року повідомлялося, що Legendary Pictures розпочала попередні переговори щодо купівлі прав на фільм «Техаська різанина бензопилою», при цьому студія має намір адаптувати телевізійні та фільмові частини. Наступного року Феде Альварес підписав продовження проєкту як продюсер. У листопаді 2019 року Кріс Томас Девлін приєднався до виробництва як сценарист. У лютому 2020 року Райана Тохілла та Енді Тохілла взяли на роботу режисерами фільму, а Ангус Мітчелл підписав контракт на посаду оператора після співпраці у фільмі "Розкопки " (2018). У травні того ж року було оголошено, що фільм стане продовженням оригінального фільму і буде показувати 60-річного Шкіряного обличчя, що особливо схоже на підхід, який використовувала Blumhouse Productions у своїх фільмах про Хелловін. У лютому 2022 року Альварес уточнив, що події оригінальних сиквелів відбувалися в безперервності фільму.

### Кастинг
У жовтні 2020 року було оголошено, що Елсі Фішер була обрана на роль у фільмі разом із Сарою Яркін, Мо Данфорд, Алісою Кріге, Джейкобом Летімором, Нелл Хадсон, Джесікою Аллайн, Семом Дугласом, Вільямом Хоупом та Джоліоном Кой. У березні 2021 року з'ясувалося, що Марк Бернем отримав роль Шкіряного обличчя, замінивши покійного Гуннара Хансена, а Олвен Фуере — Саллі Хардесті, замінивши Мерилін Бернс.

### Зйомка
Основні зйомки розпочалися 17 серпня 2020 року в Болгарії. Однак, студія звільнила Райана та Енді Тохілла, незадовольнившись якістю знятого продукту. Девід Блю Гарсія був найнятий замість них на посаду директора. Кадри, зняті братами Тохілл, не використовували, оскільки Гарсія почав все спочатку. Гарсія сказав, що було важко зробити Болгарію схожою на Техас, але вони схилялися до ідеї, що вона більше схожа на Західний Техас, поблизу гір Форт-Девіс. Гарсія похвалив художника-постановника Майкла Перрі та декораторів Асена Божилова та Джоуї Острандера за те, що вони побудували гарну копію техаського міста, навіть якщо не було достатньо колючого дроту, щоб повністю наслідувати Техас.

### Пост-продакшн
У березні 2021 року Альварес оголосив, що виробництво завершено, підтвердивши, що основну увагу в фільмі буде зосереджено на літньому Шкіряному обличчі. Режисер розповів, що в постановці було використано підхід «старої школи» до створення фільму, відзначаючи старовинні об'єктиви та практичні ефекти, використані для сцени. Наступного місяця фільм отримав офіційну назву «Техаська різанина бензопилою». У якийсь момент вважалося, що назва змінилася на Texas Chainsaw Begins, але Девлін заперечував це. У травні повідомлялося, що після тестових показів реакція аудиторії була в цілому негативною. Однак у серпні Альварес заявив, що загальна оцінка глядачів була переважно позитивною, водночас підкреслюючи, що фільм зберігає повагу до спадщини першого фільму.
Того ж місяця з'ясувалося, що Колін Стетсон був композитором фільму.

## Демонстрація
У жовтні 2020 року фільм спочатку планувалося випустити в кінотеатрах десь у 2021 році Однак у серпні 2021 року було виявлено, що фільм не буде демонструватися в кінотеатрах і замість цього буде випущений виключно на Netflix . У жовтні 2021 року під час програми «Ask Me Anything» (AMA) на сайті соціальних мереж Reddit Альварес заявив, що, швидше за все, фільм планується випустити на початку 2022 року. 3 грудня 2021 року вийшла перша версія фільму разом із оголошенням про дату початку демонстрації 18 лютого наступного року.

## Прийом

### Реакція глядачів
Через п'ять днів після виходу фільм все ще займав перше місце в топ-10 списків Netflix у Сполучених Штатах Америки, Бразилії та Саудівській Аравії та інших регіонах.

### Реакція критиків
Валері Комплекс для Deadline Hollywood написала: «Справжній жах — це модернізація контенту шляхом необережного поєднання соціальних мереж, соціальних проблем і оновлених слів у Твіттері, через що важко зачепитися за щось суттєве». Для The AV Club А. А. Дауд негативно порівняв фільм з Хелловіном Девіда Гордона Гріна і сказав: «Чи не зарозуміло позиціонувати свій фільм як єдине належне продовження культового оригіналу, а потім робити ті самі помилки, як і у фільмах, які ви переглядаєте?»
Оуен Глейберман з Variety назвав фільм «кровавою, але нестрашною виноскою». Девід Сімс із The Atlantic сказав, що фільм «видається непотрібним та анонімним, спираючись на грубі візуальні потрясіння, але не зрівнявшись із неоціненною жорстокістю своєї космічної зірки». Джоселін Новек з Associated Press поставила фільму 1/4 зірки, написавши: «Чи дійсно нам потрібен інший? І, на жаль, враховуючи відсутність уяви, креативності чи навіть елементарної уваги до логіки в поверхневому та відверто безглуздому сценарії, відповідь здається рішучим „Ні“». Лорен Мілічі з Total Film зауважила, що фільм не досяг рівня оригіналу, написавши: «Це шаблонний фільм про групу дітей, за якими переслідує вбивця. Виключіть Шкіряне обличчя з рівняння, і ви можете легко прийняти його за будь-який інший жах»
Написуючи для TheWrap, Вільям Біббіані сказав: «Гарсія чітко знає, що це центральна частина фільму з ультражорстоким слешером, і він повністю виконує всю цю криваву обіцянку». Френк Шек з The Hollywood Reporter написав: « Техаська різанина бензопилою не пропонує нічого нового, але шанувальники горхаундів, які радіють, спостерігаючи, як нутрощі людей випадають з їхніх тіл, прихильно оцінять фільм».
Бред Вілер із The Globe and Mail написав: « Техаська різанина бензопилою — це те, про що говорять. У вас є свій Техас, ваша бензопила, ваша різанина» Бенджамін Лі з The Guardian поставив фільму 3 зірки з 5, описуючи його як «приголомшливу маленьку стрижку, яка має відштовхнути і задовольнити тих, хто має відповідне розбещене уявлення про те, у що вони клацають». Джонатан Дехан з Nightmare on Film Street сказав: « Техаська різанина бензопилою настільки ж жорстока і просочена кров'ю, як і будь-який з сиквелів, які були до нього, навіть якщо це без певної мети».

## Можливе продовження
Після виходу фільму Блу Гарсія висловив зацікавленість взяти участь у продовженні, якщо Legendary вирішить рухатися вперед.